# 24 Секстанта
24 Секстанта (HD 90043) — звезда, которая находится в созвездии Секстант на расстоянии около 243 световых лет от нас. Вокруг звезды обращается, как минимум, две планеты.

## Характеристики
24 Секстанта относится к классу жёлтых субгигантов; её масса и радиус равны 1,54 и 4,9 солнечных соответственно. Имея температуру поверхности значительно ниже, чем у нашего дневного светила, данная звезда превосходит Солнце по яркости в 14 с половиной раз. Возраст 24 Секстанта оценивается приблизительно в 2,7 миллиарда лет.

## Планетная система
В 2010 году группой американских астрономов было объявлено об открытии сразу двух планет — 24 Секстанта b и 24 Секстанта c в системе. Это типичные газовые гиганты, обращающиеся на расстоянии 1,33 и 2,08 а. е. от родительской звезды соответственно. Открытие было совершено методом Доплера.